# Barranc de Fuiet
El barranc de Fuiet, és un barranc de l'antic municipi de Gurp de la Conca, actualment inclòs en el terme municipal de Tremp, al Pallars Jussà.
Es forma a 1.274 m. alt., al nord-est del turó del Gravet, i davalla cap a llevant, fins que arriba al Pas de Grau on, ajuntant-se amb el barranc de les Carants i el barranc de Forns, forma el barranc de la Plana.